# Cantonul Tauves
Cantonul Tauves este un canton din arondismentul Issoire, departamentul Puy-de-Dôme, regiunea Auvergne, Franța.

## Comune
- Avèze
- Labessette
- Larodde
- Saint-Sauves-d'Auvergne
- Singles
- Tauves (reședință)